# Первомайский (Королёв)
Первомайский — микрорайон города Королёва Московской области. Самый большой микрорайон города. Занимает площадь в 1170 га. По данным на 2010 год, в Первомайском насчитывается 139 улиц и переулков, 2300 частных домовладений и 148 многоквартирных домов. Территория микрорайона включает в себя бывшие земли селений Болшево и Спасское, деревни Лапино, деревни Баски, Максимкова, Старые горки и Лесные горки.

## История
Предтечей посёлка стала красильная фабрика Франца Рабинека в Болшеве 1827 г. К 50-м годам XIX в. там трудилось 200 рабочих. Образован в 1928 году как рабочий посёлок Сталинский. В 1929—1960 годах входил в Мытищинский район, затем отнесён к Калининградскому району. В 1961 году переименован в Первомайский. В 1962—1963 годах входил в Пушкинский район, а затем передан в подчинение городу Калининграду (с 1996 года — Королёву). В 2003 году включён в черту города Королёва.

## Транспорт
В пешей доступности находятся железнодорожные станции «Фабрика 1 мая» на однопутной ветке (направление Москва — Фрязино) и «Болшево» (направление Москва — Фрязино, Москва — Фрязево) пригородного сообщения с Ярославским вокзалом г. Москвы.
Станция «Фабрика 1 мая» оборудована кассой продажи билетов, терминалами самообслуживания, терминалами электронной регистрации пассажиров. Проходные турникеты отсутствуют. Станция относится ко второй тарифной зоне ЦППК. 
Станция «Болшево» оборудована кассой, терминалами самообслуживания и электронной регистрации. Проходные турникеты отсутствуют. 
Автобусные и микроавтобусные маршруты:
- 11 (ст. Болшево — дом отдыха «Болшево»)
- 14 (ст. Болшево — Красная Новь)[5].
- 31 (Лесные Поляны — ст. Болшево — ст. Подлипки)[6].
- 44 (ул. Силикатная — ст. Болшево — Лесные Поляны — ст. Пушкино)
- 551 (Лесные Поляны (мкр. Полянка) — Лесная школа — Москва (м. ВДНХ))
- 499 (Болшево — ВДНХ) с ост. Станционная (у фабрики Альфа Лаваль, Болшево)

Первомайский соединен дорогами с микрорайонами Болшево и Юбилейный г. Королёва (с выходом на Ярославское шоссе), а также дорогой до пос. Лесные поляны Пушкинского г.о. (с выходом на Ярославское шоссе) и до пос. Образцово Щелковского г.о. Регулярно возникают пробки на основной автотранспортной магистрали микрорайона — ул. Советской на пересечении с Колхозной площадью, ул. Московской и ул. Станционной, в связи с узостью проезжей дороги и наличием ж/д переездов.

## Инфраструктура и архитектура

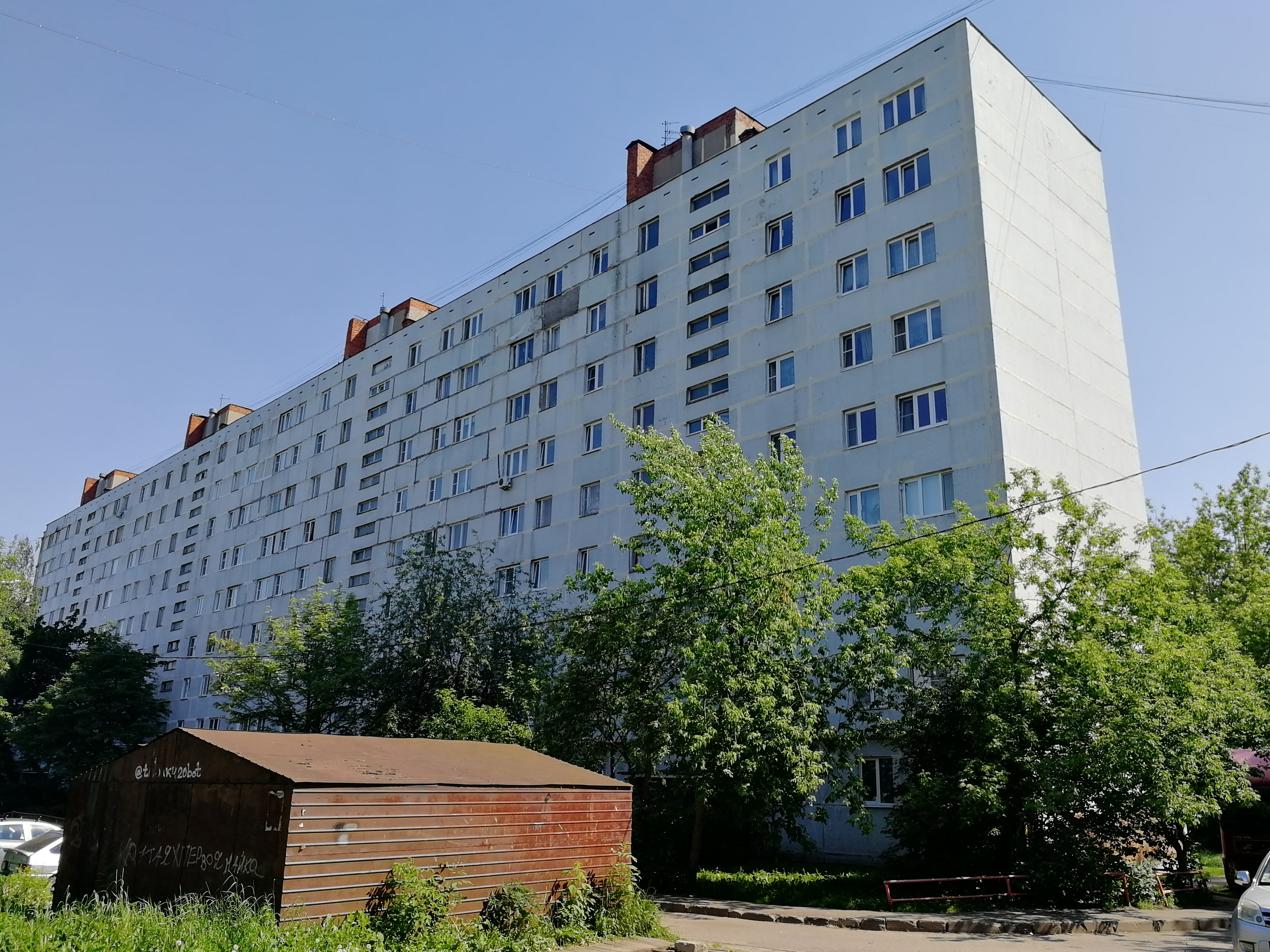
Панельные дома по Речной улице (дом 4)

Центр микрорайона расположен на улице Советской. Исторически район сложился вокруг корпусов текстильной фабрики товарищества Франца Рабенека, общежитий для рабочих и больницы. В настоящее время на улице Советская находятся Дом Культуры, отделение почты № 141069, отдел вневедомственной охраны ВНГ (Росгвардия), ТЦ, отделение Сбербанка, МФЦ «Первомайский», бывшая «Фабрика 1 мая» (склады), парикмахерские, продовольственные сетевые и частные магазины, кафе и 3 кафетерия, две АЗС с автомойкой, хостел.
Архитектурной доминантой района стал ЖК «Ривер Парк», включающий в себя 10 корпусов 17-этажных жилых зданий и торговый центр с паркингом на улице Советская. Возведение ЖК происходит по программе сноса ветхих дореволюционных и барачных деревянных зданий по ул. Советской. Строительство началось в 2016 г. Первоначально предполагалось возведение 9 домов на месте снесенных зданий бывшей Фабрики, но в феврале 2023 г. застройщик ООО «Профи-Инвест» через дочерних субподрядчиков изменил формат очереди #2, разделив единый дом на отдельно стоящие 2.1 и 2.2., что дополнительно усугубило дорожно-тротуарную систему и может привести к ДТП с участием пешеходов. Также были сдвинуты границы жилых корпусов, включая корпус 2 и построен новый двухэтажный дом в классическом стиле, которого изначально не было в проекте. В ЖК наблюдаются регулярные автомобильные пробки на въезд и выезд в 2 точках. Завершение строительства планируется осенью 2025 г. Всего будет введено в эксплуатацию 3076 квартир.

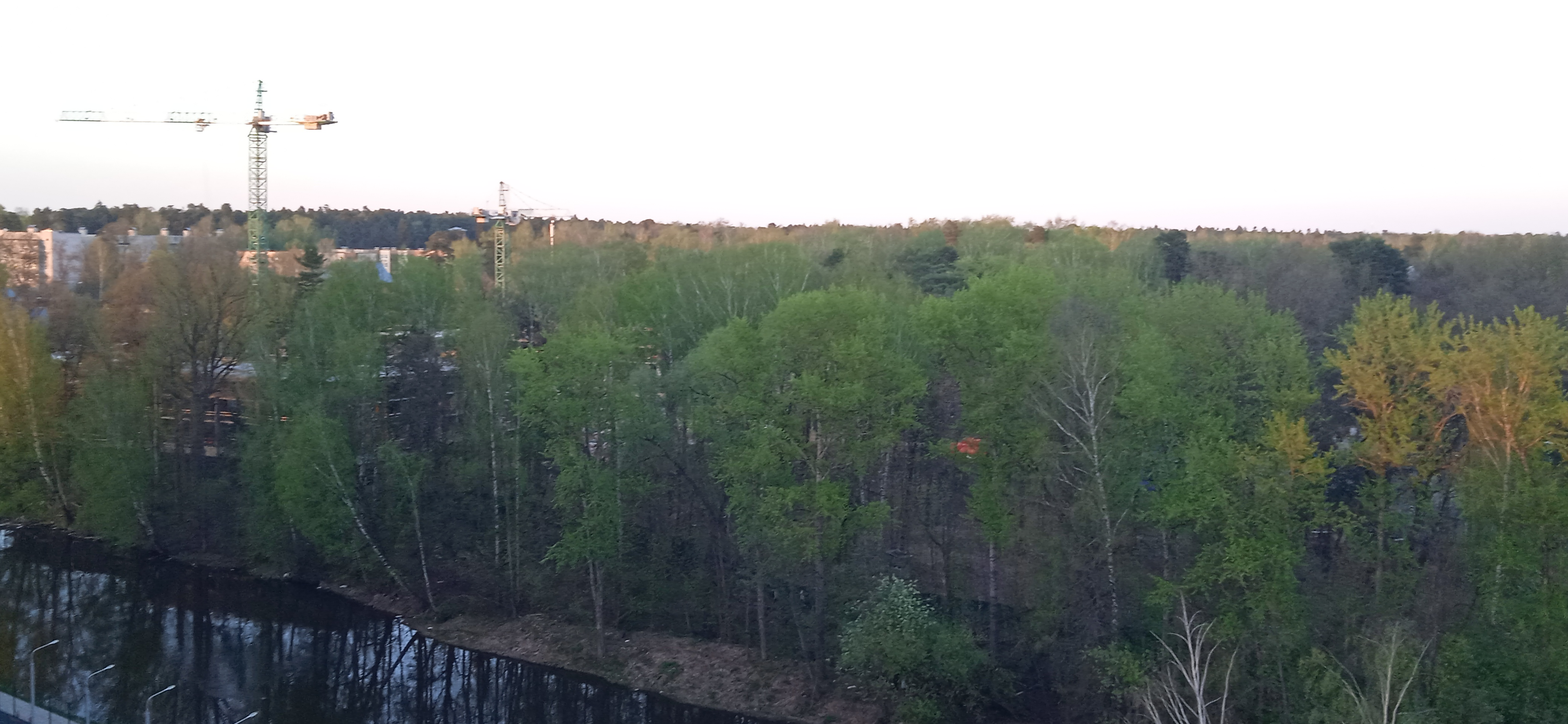
Строительство ЖК "Киноквартал" в Первомайском микрорайоне Королева. Строительству предшествовала вырубка леса вдоль поймы реки Клязьма и завоз песка, изменившие ландшафт

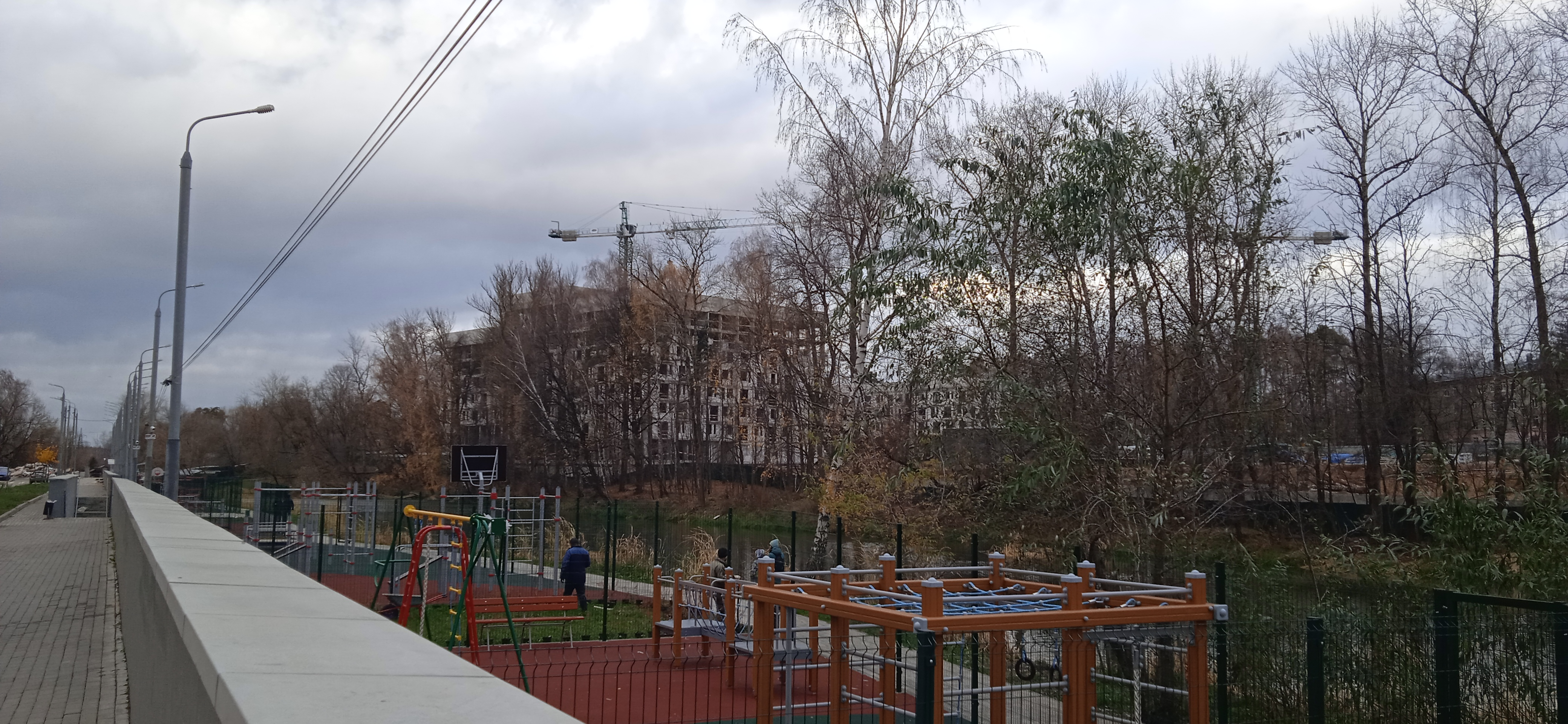
Свидетельство вырубки застройщиком леса вдоль поймы реки Клязьма ради строительства жилых домов.

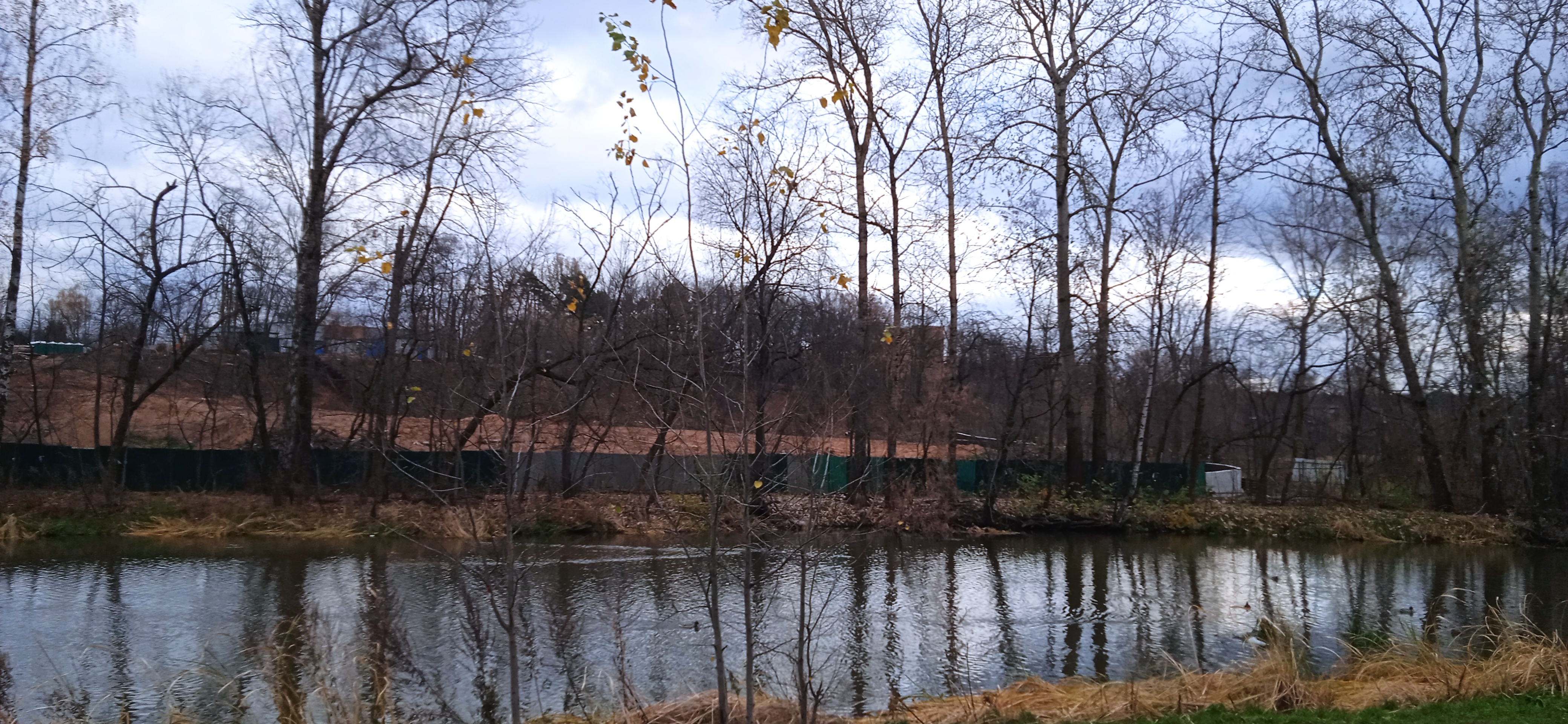
Вырубка деревьев под строительство домов ЖК "Киноквартал"

В настоящее время также ведется застройка поймы реки Клязьмы c противоположного берега. Проект ЖК «Киноквартал», включает в себя 4 жилых дома с пристройками и переменной этажностью 4-6-9 этажей. Действия застройщика вызвали недовольство жителей микрорайона, поскольку привели к полной вырубке леса вдоль поймы реки и изменению ландшафта участка, путем рытья котлованов и насыпки песка. Несмотря на протесты жителей, обращения в городские, областные и федеральные исполнительные и надзорные органы власти, стройка продолжается. Сдача ЖК «Киноквартал» запланирована на 2026 г. Запланировано сдать не менее 976 квартир.

## Судебная власть
В микрорайоне расположен Судебный участок №91 мирового судьи Королевского района ГКУ Управление по обеспечению деятельности мировых судей Московской области.

## Здравоохранение
На территории района находится Поликлиника № 3, относящаяся к Королёвской городской больнице № 1 (филиал Первомайский). Поликлиника имеет взрослое и детское отделения, обслуживая 27 700 жителей, включая 3700 детей. Основной трехэтажный корпус поликлиники построен в 1975 году. После ремонта в 2022 г. основного корпуса, поликлиника вновь открылась в феврале 2023 г. для взрослых и детей. Также сохранился медицинский блок 1915 г. и часовня.
В микрорайоне также расположены филиал Московского областного клинического наркологического диспансера, Центральный военный клинический госпиталь им. П.В. Мандрыка.
На территории микрорайона по ул. Советской открыты два частных стоматологических кабинета.

## Образование
- Детский сад № 41 «Планета детства»
- Детский сад № 42 «Карусель»
- Частный детский сад LittleBee на территории ЖК «Ривер Парк»
- Екатерининский лицей (частная школа) на территории ЖК «Ривер Парк»
- Библиотека по ул. Кирова, 5
- Первомайская средняя общеобразовательная школа № 2 им. М. Ф. Тихонова
- Специальная (коррекционная) общеобразовательная школа-интернат для слепых и слабовидящих детей.
- Выделен участок под новый корпус общеобразовательной школы на 850 мест по ул. Первомайской (за ж/д станцией «Фабрика 1 мая»). В настоящее время ведутся строительные работы, возведен четырехэтажный каркас здания. Здание застеклили. Планируемый срок сдачи школы — 2025 год.
- Учебно-методический кабинет учебного отделения ГОЧС №1 г. Королёв

## Спорт
На территории микрорайона расположен стадион легкоатлетический стадион «Первомайский» с двумя футбольными полями. Футбольные поля имеют искусственный газон. При стадионе работает футбольная школа «Стрелец». Зимой на стадионе заливают каток.

## Религия
На территории Поликлиники № 3 расположена часовня Пантелеимона Целителя, возведенная в 1915 г.
В пешей доступности находятся православная церковь Космы и Дамиана в Болшеве (1796 г.) и православная церковь Преображения Господня в Болшеве (1835 г.)
В соседних Лесных Полянах находится православная церковь Иконы Божией Матери Неупиваемая чаша (2010-2021).

## Природа

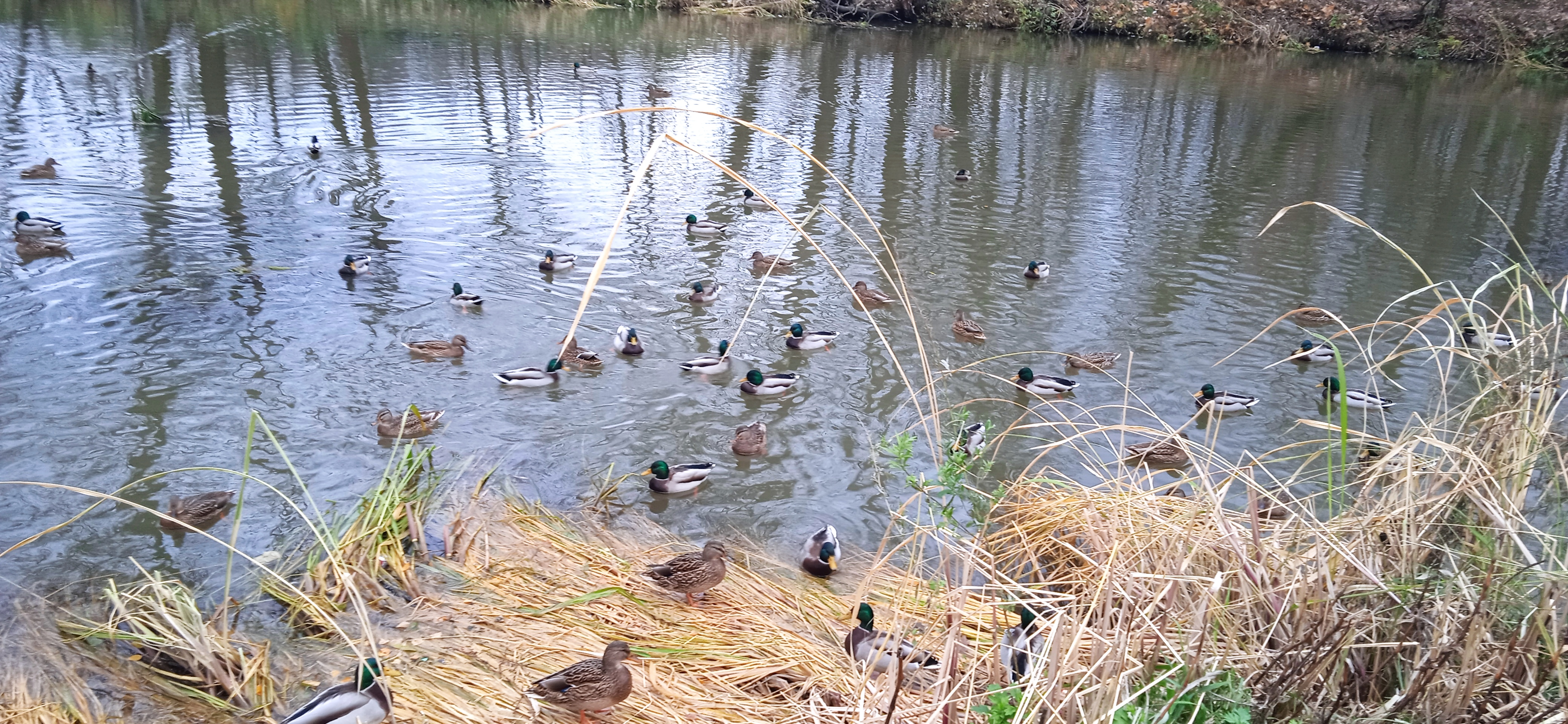
Набережная реки Клязьма в Первомайском микрорайоне

На территории микрорайона протекает река Клязьма. В 2022—2023 годах была проведена чистка русла Клязьмы по губернаторской экологической программе. В пойме реки Клязьма селятся лягушки, бобры, ондатры, утки, сойки, дятлы, синицы, щеглы и многие другие виды птиц. Утки остаются до зимы. На реку с весны по осень прилетают чайки. Есть упоминания краснокнижного вида летучей мыши. Из флоры в реке наибольшее распространение получили кувшинки. В настоящее время[когда?]

 их среде обитания угрожает вырубка прибрежной полосы и полное изменение ландшафта из-за застройки набережной с обеих сторон многоэтажными жилыми зданиями (ЖК «Киноквартал» и ЖК «Ривер-Парк»). Также вред пойме реки наносят любители пикников и шашлыков, выжигающие траву и оставляющие после себя мусор. Речка не судоходна, но по ней можно проплыть на сапах и легкомоторных лодках.
По юго-восточной границе микрорайона расположен пруд Рыбхоз. На территории пруда запрещена ловля рыбы, катание на лодках и катамаранах, а также купание. Пруд не оборудован пляжами. Пруд находится в частной собственности.

## Достопримечательности
- Мемориал «Вечная память погибшим работникам фабрики 1941—1945»
- На территории Поликлиники № 3 расположена часовня Пантелеимона Целителя[10], возведенная в 1915 г.
- Корпус поликлиники 1917 года постройки
- Жилой дом по ул. Советская, 67 — объект дореволюционного строительства
- Трёхэтажное здание по ул. Советская для рабочих фабрики Рабинека — снесено в конце 2022 г. застройщиком
- Центр культуры и досуга Болшево (ул. Советская, 71) — двухэтажное дореволюционное здание администрации Фабрики Рабинека
- Здание усадьбы «Лапино-Спасское» [15] второй половины XIX-нач XX в. (ул. Советская, 13)
- Утраченный дом акционера фабрики «Товарищества Франца Рабенека» Ценкера[16]
- Набережная вдоль ЖК «Ривер-Парк»
- Пруд Рыбхоз
- Дача посольства Исламской Республики Иран

## Население
| 1959   | 1970   | 1979   | 1989   | 2002   | 2023  |
| ------ | ------ | ------ | ------ | ------ | ----- |
| 14 953 | 17 192 | 11 276 | 10 948 | 10 047 | 27700 |

## Экономика
На территории Первомайского микррорайона сосредоточены преимущественно муниципальные учреждения. Сохранилась промышленная зона в районе бывшей фабрики Франца Рабинека (ул. Советская, 33). Свободные площади сдаются различным коммерсантам под производство и склады, а также офисы.
Основной сферой занятости населения является торговля, организация общественного питания, коммунально-бытовые услуги и гостиничные услуги.
Многие жители работают в других районах города, Москве, Мытищах и Ивантеевке.

## Досуг
На территории микрорайона находятся несколько гостевых домов с разной специализацией, а также санаторий «Новые горки» и дом отдыха «Новые горки» Управделами Президента, где сдаются коттеджи в аренду.
Для молодежи работают боулинг-центр и детские зоны активного отдыха (санаторий «Новые горки»), школа аэротанцев и подростковый центр экстремального отдыха.

## Известные люди, связанные с микрорайоном
Петр Иванович Одоевский (1740-1826) – дворянин, полковник, благотворитель, владелец усадьбы в Болшево с парком на Клязьме, заказчик каменной церкви Косьмы и Дамиана в Болшево (1786 г.) и каменной церкви Преображения Господня (1800 г.). Часть земли в Болшево и Ивановском Одоевский передал Человеколюбивому Обществу.
Федор Пантелеев (1757-1826) – купец и кавалер. Более 20 лет владел посессионной полотняной фабрикой в с. Спасском-Лаптеве у Болшева, в 2-х верстах от Ярославской дороги. Изобретатель желтой краски для бумажных тканей, заменивших иностранную, за что награжден в 1805 г. орденом св. Владимира 4 степени. В 1817 и ранее – член Комиссии для снабжения разоренных обывателей, занимающейся помощью погорельцам при французском нашествии. Основатель рода дворян Пантелеевых (1815).
Франц Рабенек – купец 2-й гильдии, основатель болшевской красильной фабрики «Товарищество Франц Рабенек» в 1827 г.
Герман Романович Шпис – главный директор болшевской красильной фабрики «Товарищество Франц Рабенек».
Рудольф Романович Шпис – директор болшевской красильной фабрики «Товарищество Франц Рабенек».
В поселке были расположены дачи композитора Шостаковича, детского писателя Маршака, живут известный журналист Леонид Парфенов, советский режиссёр и сценарист Владимир Гориккер, дом журналиста Дмитрия Кисилева. На берегу Клязьмы расположен Дом творчества кинематографистов «Болшево», в котором отдыхали, писали сценарии и снимали фильмы известные кинематографисты СССР и России.